# فولكان يلماز
فولكان يلماز (بالتركية: Volkan Yılmaz)‏ (1 سبتمبر 1987 في تركيا - ) هو لاعب كرة قدم تركي في مركز الوسط. شارك مع منتخب تركيا تحت 19 سنة لكرة القدم. أما مع النوادي، فقد لعب مع أنقرة غوجو وإسطنبول سبور وسامسون سبور وغازي عنتاب بي.بي.كي ومعمورة العزيز سبور وMardinspor ‏ وAkçaabat Sebatspor ‏ وديار بكر سبور ‏ وGaziosmanpaşaspor ‏.

## وصلات خارجية
- فولكان يلماز على موقع اتحاد تركيا (لاعب) (الإنجليزية)
- فولكان يلماز على موقع قاعدة بيانات كرة القدم.إي يو (الإنجليزية)
- فولكان يلماز على موقع Soccerbase.com (لاعب) (الإنجليزية)
- فولكان يلماز على موقع Soccerway.com (الإنجليزية)
- فولكان يلماز على موقع عالم كرة القدم.نت (الإنجليزية)